# Бензоат денатония
Бензоат денатония (торговые марки Denatrol, BITTERANT-b, BITTER+PLUS, Bitrex, Bitrix, Aversion) — чрезвычайно горькое соединение. Соединение было обнаружено в 1958 году фармакологической компанией T. & H. Smith (Эдинбург, Шотландия) в ходе экспериментов по поиску новых местных анестетиков и зарегистрировано под торговой маркой Bitrex.
Вещество, даже в крайне малых количествах, крайне горькое на вкус для человека; это качество используется в виде «отпугивающего агента» для токсичных веществ и предметов дабы не допустить их случайное попадание в организм.

## Получение
Бензоат денатония является четвертичным аммонийным соединением. Это соль с несколькими анионами — бензоатом или сахаринатом. Соединение может быть получено при кватернизации лидокаина с добавлением бензилхлорида или похожего вещества. Схожим образом могут быть получены прокаин и бензокаин.

## Биохимическое воздействие
Бензоат денатония распознаются восемью человеческими рецепторами горького вкуса TAS2R4, TAS2R8, TAS2R10, TAS2R39, TAS2R43, TAS2R16, TAS2R46 и TAS2R47, что делает его чрезвычайно горьким на вкус. Вещество также может выступать в качестве бронхолитика благодаря способности активировать рецепторы горького вкуса в гладких мышцах дыхательных путей.

## Применение
Бензоат денатония в малых количествах может добавляться в метанол, этиленгликоль, денатурированный спирт, антифриз, репелленты, мыло, шампуни.
Составом, содержащим бензоат денатония, также могут покрываться мелкие предметы, случайное употребление которых может вызвать серьезные проблемы со здоровьем, например миниатюрные батарейки. Карты памяти для игровых консолей Nintendo Switch / Nintendo Switch 2 покрываются составом, содержащим бензоат денатония, дабы предотвратить их случайное проглатывание маленькими детьми ввиду их малых размеров.
Бензоат денатония также часто используется при изготовлении плацебо для клинических испытаний лекарств, чтобы сымитировать горький вкус некоторых препаратов.
Животные имеют различную чувствительность к веществу, это свойство используется при добавлении вещества в крысиный яд, так как мелкие грызуны не способны отличить его на вкус.